# Radio BIP
Radio BIP (para Besanzonés-a, Independiente y Popular en francés de Franco Condado) es una radio FM francesa local y asociativa, activa en Besançon y Borgoña-Franco Condado··. Comenzó como una radio pirata entre 1977 y 1978, y fue refundada en 1981 como una "radio libre"····· Después de cuarenta y tres años, se caracteriza siempre en una independencia total, el rechazo de la publicidad, y un espacio importante para la política y las asociaciones. Desde 2015, sus equipos desarrolla canales de video y escritos con Média 25. Se volverse en un referente del movimiento social y la cultura underground, al inicio de muchos casos durante la ley El Khomri, nuit debout, o los chalecos amarillos.

## Radio pirata y libre
Radio BIP fue creada en 1977 con el nombre de Radio 25· por el altermundialismo activista Jean-Jacques Boy.····· Emitía como una radio pirata· desde el apartamento de Henri Lombardi, otro fundador que vive en una torre del barrio Grette-Butte.···· Llegando a una decena de oyentes en sus inicios, radio 25 formó entonces parte del contexto nacional e internacional de los años setenta que reivindicaban una mayor libertad de expresión y el fin del monopolio público en el campo de radio y televisión.·
Se convierte en una de las emisoras de radio clandestinas más vistas por la DGSI en Franche-Comté, según revelan las notas informativas almacenadas en los archivos departamentales de Doubs· Después de solo unos meses de existencia, los voluntarios son arrestados, los equipos son incautados y los responsables son enviados a los tribunales.···· En 1980, cuatro animadores son condenados por el tribunal de Besançon por "transmisión clandestina", recibiendo una multa suspendida de 5.000 francos.
La base y simpatizantes que componían Radio 25 se reencuentran en 1981 con la liberalización de las ondas, y refundan una "radio libre" el 3 de junio de 1981 bajo el nombre de radio BIP··· (para Besanzonés-a, Independiente y Popular en francés de Franco Condado). En 1983, la nueva asociación se trasladó a 14 rue de la Viotte cerca de la estación de Besanzón-Viotte, un sitio que sigue siendo su sede hoy.· Durante los años 1980, 1990 y 2000, radio BIP continúa sus actividades a pesar de las dificultades financieras.··.

## Desarrollos recientes
En 2015 radio BIP evoluciona a multicanal·· : audio con su radiofrecuencia (96.9 FM), escrito con el desarrollo del sitio dedicado a noticias locales así como la provisión de podcasts y FM, y también video bajo el nombre de Media 25 con un lugar destacado en directo. Esta oferta también corresponde a un período de reactivación y radicalización de los movimientos sociales y políticos en Francia, en particular desde las huelgas y manifestaciones contra la la ley El Khomri y durante Nuit debout.
Este enfoque continúa plenamente durante los chalecos amarillos, cuando radio BIP documentó casos de brutalidades policiales en enero de 2019·, marzo 2019··, julio 2019, noviembre 2019 y enero de 2020.···· En abril de 2019 durante una manifestación, un periodista es agredido por un transeúnte ebrio que lo amenaza y lo golpea ; mientras un colega lo defiende, son detenidos y juzgados por "violencia".·· Esta situación ha provocado fuertes protestas de organizaciones y personalidades·· como Edwy Plenel, Marie-Marguerite Dufay, FO, CGT, EÉLV...
Radio BIP es también conocido por sus investigaciones sobre movimientos de extrema derecha, nacionalistas y neonazis. Durante un violento ataque racista el 31 de enero de 2021, nos permite seguir el viaje del autor dentro del Front Comtois y el Batallón Azov. Durante una manifestación contra despliegue de vacunas COVID-19, un periodista de la radio es golpeado por un miembro de Terre et Peuple.· Desde ese momento, la asociación es blanco regular de pegatinas, degradaciones y acoso en las redes sociales.